# Pavel Hoftych
Pavel Hoftych (Ústí nad Labem, 9 maggio 1967) è un allenatore di calcio, dirigente sportivo ed ex calciatore ceco, di ruolo difensore.

## Palmarès

### Allenatore

#### Competizioni nazionali
- Fotbalová národní liga: 1

Bohemians 1905: 2008-2009